# The Storm: Part I
The Storm: Part I is de dertiende aflevering van het vijfde seizoen van de televisieserie ER, die voor het eerst werd uitgezonden op 11 februari 1999.

## Verhaal
Ricky Abbott sterft door een overdosis morfine, dr. Ross heeft de moeder uitgelegd hoe zij een overdosis toe kon dienen aan haar zoon. De machine die de morfine toebracht aan Ricky werd via de kliniek van Hathaway uitgeleend, dit zonder toestemming van het bestuur van het ziekenhuis. Hier is het bestuur boos over en wil nu als straf de kliniek sluiten, tevens willen zij dr. Greene en dr. Weaver disciplinair straffen omdat zij niets hebben gezegd over het ontduiken van het dubbelblind onderzoek (zie Double Blind). Dr. Ross wordt op non-actief gesteld en mag alleen nog kantoorwerk doen.  De vader van Ricky komt naar het ziekenhuis en eist meer informatie over de dood van zijn zoon, hij neemt ook een medewerker mee van het openbaar ministerie die een strafrechtelijk onderzoek starten.
Ondertussen krijgt de SEH te maken met een ernstig schoolbus ongeluk. Tegen de zin van dr. Weaver en dr. Greene gaat dr. Ross naar de plek van het ongeluk om te helpen. Jeanie Boulet rijdt met hem mee en onderweg krijgen zij een ernstig ongeluk waarin Jeanie zwaar gewond raakt 
Dr. Greene krijgt ondertussen ook bezoek van de conciërge Mobalage Ikabo en zijn vrouw die meer uitleg willen over de komende operatie.
Dr. Carter en Lucy Knight beseffen dat zij toch romantische gevoelens voor elkaar hebben.
Dr. Benton begint met het les nemen in gebarentaal.
Dr. Romano begint met zijn eerste dag als hoofd van de SEH.

## Rolverdeling

### Hoofdrollen
- Anthony Edwards - Dr. Mark Greene
- George Clooney - Dr. Doug Ross
- Noah Wyle - Dr. John Carter
- Eriq La Salle - Dr. Peter Benton
- Laura Innes - Dr. Kerry Weaver
- Alex Kingston - Dr. Elizabeth Corday
- Jorja Fox -Dr. Maggie Doyle
- Paul McCrane - Dr. Robert Romano
- Matthew Glave - Dr. Dale Edson
- John Aylward - Dr. Donald Anspaugh
- Tom Gallop - Dr. Roger Julian
- Gloria Reuben - Jeanie Boulet
- Kellie Martin - Lucy Knight
- Julianna Margulies - verpleegster Carol Hathaway
- Ellen Crawford - verpleegster Lydia Wright
- Penny Johnson - verpleegster Lynette Evans
- Conni Marie Brazelton - verpleegster Connie Oligario
- Deezer D - verpleger Malik McGrath
- Laura Cerón - verpleegster Chuny Marquez
- Brian Lester - ambulancemedewerker Brian Dumar
- Montae Russell - ambulancemedewerker Dwight Zadro
- Lyn Alicia Henderson - ambulancemedewerker Pamela Olbes
- J.P. Hubbell - ambulancemedewerker Lars Audia
- Abraham Benrubi - Jerry Markovic
- Kristin Minter - Randi Fronczak

### Gastrollen (selectie)
- Ed Lauter - brandweercommandant Dannaker
- Christine Healy - Harriet Spooner
- Conor O'Farrell -  Richard Abbott
- Valerie Mahaffey - Joi Abbott
- Kyle Chambers - Ricky Abbott
- Devyn LaBella - Celia Abbott
- James Handy - Dan Sullivan
- Billy Blanks - instructeur kickboksen
- Djimon Hounsou - Mobalage Ikabo
- Akosua Busia - Kobe Ikabo
- Katherine Kousi - Ms. Steboff
- Marlee Matlin - instructrice gebarentaal
- Billy Mayo - rechercheur Brannigan